# The Shins
The Shins er et indie band, der blev dannet i Albuquerque, New Mexico i 1996. Den nuværende besætning består af James Mercer (vokal, guitar, bas, keyboard, sangskriver), Jon Sortland (trommer), Mark Watrous (guitar, keyboard), Casey Foubert (guitar), Yuuki Matthews (bas, keyboard) og Patti King (keyboard). Der er baseret i Portland, Oregon.
Bandet blev dannet af Mercer som et sideprojekt til Flake Music, der var aktive fra 1992-1999. Flake Music udgav to 7" singler og et enkelt studiealbum, When You Land Here It's Time to Return, på Omnibus Records og turnerede med Modest Mouse, da de fik kontrakt med Sub Pop Records. Bandets første to albums, Oh, Inverted World (2001) og Chutes Too Narrow (2003) var både kommercielt succesfulde og fik ros af kritikerne. Singlen "New Slang" skaffede bandet mainstream opmærksomhed, da den blev brugt i filmen Garden State i 2004. Bandets tredje album, Wincing the Night Away (2007), var en stor succes for gruppen og toppede som nummer to på Billboard 200 og blev nomineret til en Grammy Award.
Efter dette skrev The Shins kontrakt med Columbia Records og Mercer skiftede hele den oprindelige besætning på bandet ud og kaldte det "en æstetisk beslutning". Efter næsten 5 års pause udkom albummet Port of Morrow i 2012, der var gruppens fjerde studiealbum. Deres femte album, Heartworms, udkom i marts 2007.

## Historie

### Fra Flake Music til The Shins (1992-2000)
1997: When You Land Here It's Time to Return (Under navnet Flake Music)

## Diskografi

### Studielbums
- Oh, Inverted World (2001)
- Chutes Too Narrow (2003)
- Wincing the Night Away (2007)
- Port of Morrow (2012)
- Heartworms (2017)

### EP'er & singler
- Nature Bears a Vacuum (Aural Apothecary, 1999)
- When I Goose-Step (Omnibus Records, 2000)
- 2001: "New Slang"
- 2002: "Know Your Onion!"
- 2003: "So Says I"
- 2004: "Fighting in a Sack"